# Jakob Nilsen
Jakob Nilsen (dan. Jakob Nielsen; rođen 5. oktobra 1957. godine u Kopenhagenu, Danska.) stručnjak je za korišćenje web dizajna i ima doktorat iz oblasti interakcija čoveka i računara, koji je stekao na Tehničkom univerzitetu u Danskoj, u Kopenhagenu. Jakob Nilsen je korisnički zaštitnik i direktor Nilsen Norman grupe (eng. Nielsen Norman Group) koju je osnovao zajedno sa Donald A. Normanom (bivšim zamenikom direktora istraživanja u kompaniji Apple). Nilsen je započeo pokret za "jeftino korisničko inžinjerstvo" za brz i jeftin napredak korisničkog interfejsa i takođe je izumeo nekoliko korisničkih metoda, uključujući i heuristično procenjivanje. On je vlasnik 79 patenta u Ujedinjenim Nacijama, uglavnom za ideje da učini internet lakšim za korišćenje. Nilsen takođe poseduje svoj sopstveni sajt, useit.com, portal sa korisnim informacijama o tehnologiji i takođe je jedan od najimpresivnijih sajtova na internetu. Nilsena su često nazivali "Najpametnijom osobom na web-u", zbog njegovog zalaganja za web dizajn i korisništvo. Kako internet nastavlja da raste, Jakob Nilsen će ostati ključna figura i zalagač kada je u pitanju dobar web dizajn.
"Dizajneri nisu korisnici, Korisnici nisu dizajneri." – Jakob Neilsen

## Karijera
Jakob Nilsen poseduje doktorat iz oblasti interakcije čovek-računar sa tehničkog univerziteta Danske u Kopenhagenu.
Od 1994. do 1998. radio je za Sun Microsystems kao odlikovani inženjer. Bio je zadužen da napravi softver za teške uslove rada preduzeća, koji bi bio lak za korišćenje, pošto su "velike" aplikacije bile njegovi najčešći projekti u telefonskoj kompaniji i IBM-u. Ali srećom u opisu radnog mesta odlikovanog inžinjera stoji "ti bi trebalo da si najbolji svetski ekspert u svojoj oblasti, zato sam prokljuvi šta bi bilo najbolje da radiš za kompaniju". Stoga, Nilsen je proveo najviše svog vremena u Sun-u definišući razvoj polja web korišćenja. On je bio korisnički lider za nekoliko dizajna Sun-ovih web sajtova i Intraneta (SunWeb), uključujući originalni SunWeb dizajn 1994. godine.
Nilsenova ranija zalaganja bili su u Bellcore-u (Bell Communications Research, Morristown, NJ), IBM-ov institut za korisnički interfejs u T.J. Watson Resarch centru (Yorktown Heights, NY), u Tehničkom Univerzitetu u Danskoj (Kobenhavn), i u Aarhus University (Århus, Denmark).
Članstva uredničkog odbora stručnih časopisa: Behaviour & Information Technology, Foundations and Trends in Human-Computer Interaction, Interacting with Computers, Journal of Usability Studies (JUS), International Journal of Human-Computer Interaction, The New Review of Hypermedia and Multimedia.
U junu 2000. godine Jakob Nilsen je primljen u Skandinavski interaktivni "Hol Poznatih". Dok je u aprilu 2006. godine bio primljen u ACM za interakciju čovek-računar akademiju. On je bio dobitnik nagrade za životno dostignuće u praksi interakcije čovek-računar od SIGCHI, premierno profesionalno udruženje u oblasti IČR-a.

## Nielsen Norman Group NN/g
Nieslen Norman Group su osnovali poznati autoriteti iz oblasti dizajna i upotrebljivosti, Jakob Neilsen i Don Norman. Cilj NN/g-a je bio i još uvek jeste da sprovodi istraživanja korisničkih sposobnosti visokog kvaliteta i da daju preporuke za interfejs dizajna na zasnovanim empirijskim dokazima. U 2000. godini, Brus "Tog" Tognacini (eng.Bruce "Tog" Tognazzini), koji je radio sa Normanom u Apple-u i sa Nilsenom u Sun-u, se pridružio NN grupi kao jedan od direktora. Tog ima dosta iskustva u ovoj oblasti, s tim da je jedan od prvih dizajnera korisničkog interfejsa u Apple-u, popularni predsednik, i autor nekih od najprodavanijih knjiga.

### Svetska Turneja
U želji za davanjem klijentima korisne usluge, NN/g je počeo da prezentuje korisničko iskustvo i korisničke seminare. U 2000. I 2001. godini, NN/g je započeo "svetsku turneju korisničkog iskustva", posećujući 11 gradova u SAD-u, Ujedinjenom Kraljevstvu, Aziji, Evropi i Australiji. U vremenu kada se internet "groznica" brzo širila, ovi događaji su sprovođeni sa neverovatnim uspehom profesionalaca korisničkog iskustva.

### Obuka
Uspeh sa svetske turneje podstakao je želju i potrebu za obzirnim, praktičnim savetima o tome kako razviti koristan i upotrebljiv korisnički interfejs. U 2002. godini, ovi događaji su prerasli u serije celodnevnih, intenzivnih obuka koje predaju korisna znanja zasnovana na skorašnjim istraživanjima i principima. Ova grupa trenutno sprovodi oko 40 kurseva kroz njihove "korisničke događaje" koji se održavaju širom sveta svake godine.

### Istraživanja
U 2001. godini istraživači NN/g-a su započeli sa sprovođenjem nezavisnih korisničkih istraživačkih studija i objavljivanjem izveštaja kako bi pomogli dizajnerima interfejsa, programerima, menadžerima proizvoda i bilo kome, kome su potrebni ovi pronalasci kako bi rukovodio dizajnom i, što je još važnije, da im pomogne da ostvare uspeh u korisničkom dizajnu.
Istraživači NN grupe i dalje proučavaju najnovije teme i njihova kolekcija istraživanja sada broji oko 60 objavljivanja na brojne teme, uključujući savete, najbolje prakse, studije događaja i metodologije.

## Medijski nadimci
- "Kralj upotrebljivosti" (Internet Magazine)
- "Guru upotrebljivosti web strana" (The New York Times)
- "Sledeća najbolja stvar do vemenske mašine" (USA Today)
- "Najpametnija osoba na web-u" (ZDNet AnchorDesk)
- "Najveći svetski ekspert u upotrebljivosti web-a" (U.S. News & World Report)
- "Jedan od top 10 mozgova u malom biznisu" (FORTUNE Small Business)
- "Najveći svetski ekspert u korisničko-prijateljskom dizajnu" (Stuttgarter Zeitung, Germany)
- "Zna više o tome šta čini da web sajt funkcioniše bolje nego iko drugi na planeti" (Chicago Tribune)
- "Jedan od vodećih svetskih eksperata o korisnosti web-a" (Buisness Week)
- "Car web korisnosti" (WebReference.com)
- "Vladajući guru web korisnosti" (FORTUNE)
- "Istaknuti guru web upotrebljivosti" (CNN)
- "Verovatno guru sa najviše znanja o dizajnu i upotrebljivosti na internetu" (Financial Times)
- "Papa upotrebljivosti" (Wirtschaftswoche Magazine, Germany)
- "Pionir novih medija" (Newsweek)
- "Jedan od svetski najuticajnijih dizajnera" (Buisnessweek)

## Knjige
Evo nekih od njegovih objavljenih knjiga:
- Mobile Usability, 2012;
- Eyetracking Web Usability, 2010;
- Prioritizing Web Usability, 2006;
- Homepage Usability: 50 Websites Deconstructed, 2001 (113 saveta za kućni dizajn);
- Designing Web Usability: The Practice of Simplicity, 1999: Odštampano četvrt miliona kopija; na 22 jezika;
- International User Interfaces, 1996 (napisao zajedno sa Elisa del Galdo);
- Multimedia and Hypertext: The Internet and Beyond, 1995: Drugo izdanje udžbenika o linkovanim online informacijama;
- Advances in Human-Computer Interaction Vol. 5, 1995 (urednik);
- Usability Inspection Methods, 1994 (napisao zajedno sa Robert L. Mack): Sa poglavljima napisanim od strane kreatora ovih metoda;
- Usability Engineering, 1993: Udžbenik o metodama za pravljenje interfejsa lakšeim za korišćenje;
- Hypertext and Hypermedia, 1990: Prvo izdanje klasičnog udžbenika (nije više u prodaji);
- Designing User Interfaces for International Use, 1990 (urednik);
- Coordinating User Interfaces for Consistency, 1989 (urednik): I dalje najbolja knjiga o tome kako postići standardni "vidi i oseti" (prepravljeno izdanje objavljeno 2002).

## Zanimljivosti
Neki od izjava i intervijua sa Jakobom Nilsenom su na ovim sajtovima:
- Digital Web Magazine - Intervju sa Dr. Jakobom Nilsenom ekspertom za upotrebljivost
- eLearningPost - Jakob Nilsen o e-učenju
- New York Times - Učiniti web sajtove više "upotrebljivim"
- SitePoint - Intervju sa Dr. Jakobom Nilsenom
- BuisnessWeek - Najuticajniji svetski dizajneri Архивирано на веб-сајту  (23. јануар 2015)
- IT Conversations - O Jakobu Nilsenu
- CIO Insight - Vreme je za redizajn: Dr. Jakob Nilsen
- Webdesigner Depot - Intervju sa guruom upotrebljivosti web-a, Jakobom Nilsenom
- Utest.com - Testiranje granica sa Jakobom Nilsenom

## Parodije
Mnogi sajtovi su se šalili na njegov račun. Evo nekih koji su najzanimljiviji:
- US Press News - Jakob Nielsen Declares the Letter "C" Unusable
- NTK.net - Nielsen for 2004 - At Least We'll Know Who Won This Time
- Davezilla - Jakob Neilsen’s Usability Fighting Styles
- GroGraphics - Jakob Nielsen's review of Magritte's "The Betrayal of Images"

## Literatura
- Jakob Nilsen NN/g
- Jakob Nilsen Artikli
- Nielsen Norman Grupa
- O Jakob Nilsenu

## Spoljašnje veze
- Званични веб-сајт
- List of articles by Jakob Nielsen Архивирано на веб-сајту  (30. децембар 2005)
- Philip Greenspun "What can we learn from Jakob Nielsen?", September 2000 (a review of Designing Web Usability)
- Jakob Nielsen Profile/Criticism by Nico Macdonald, originally published in New Media Creative, March 2001, pp. 38–43
- Danielle Dunne, How Should Websites Look? Jakob Nielsen and Vincent Flanders Speak Up. CIO Magazine. December 1, 2001.
- cioinsight.com
- Jakob Nielsen Interview by v7n, 2006 and another inverview with Webdesigner Depot, 2009